# Estádio da Luz (1954)
Estádio da Luz (fritt översatt till svenska: ljusstadion), officiellt benämnt Estádio do Sport Lisboa e Benfica, var en multifunktionsarena belägen i Lissabon, Portugal.
Arenan användes mest för fotbollsmatcher och var värd för fotbollslaget SL Benfica och Portugals herrlandslag.
Stadion invigdes den 1 december 1954 och det kunde hålla ett officiellt maximum på 120 000 åskådare, vilket gjorde det till den största arenan i Europa, och den tredje största i världen gällande kapacitet. Rekordet för arenan var en match mellan Benfica och Porto den 4 januari 1987 då 135 000 åskådare såg matchen.
Arenan revs 2003 så att den nya Estádio da Luz kunde byggas i närområdet.